# Cova de Fteah
La Cova de Fteah (en àrab: هوا فطيح) és una gran cova càrstica situada a Cirenaica, al nord-est de Líbia. N'hi ha restes d'assentament humà durant el paleolític mitjà i superior, el Mesolític i el Neolític. Les restes de presència humana a la cova es remunten a l'any 200.000 abans de la nostra era.

## Situació
La Cova de Fteah és a un quilòmetre de la costa i es troba a prop del costat nord d'un altiplà a la base de Jàbal al-Akhdar (o Muntanya Verda). L'entrada s'orienta al nord cap a la Mediterrània.
En l'àrab de la zona es diu Haua Fteah. Haua descriu una estructura de cova típica de la costa líbia, que s'ha format com és ara pels processos d'erosió de la mar durant la primera etapa del plistocé.

## Estratigrafia i disposició

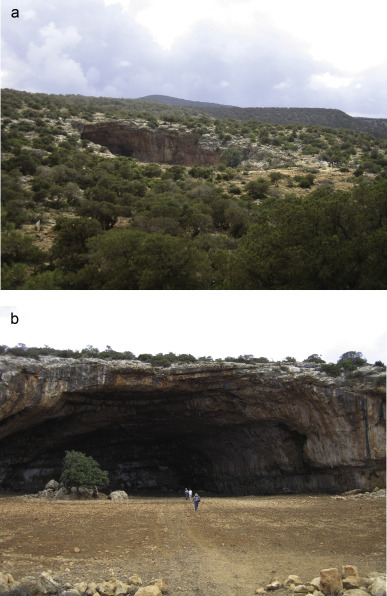
Cova de Fteah. En "a" es veu el costat nord-oest de la cova, en "b" el costat nord. En "b" es pot apreciar que la cova té 20 metres d'alt, i 50 metres d'ample

La Cova de Fteah té 50 metres d'alt per 20 metres d'ample a l'entrada nord. Té 80 metres de profunditat. L'entrada està orientada al nord cap a la Mediterrània.
Les capes estratigràfiques horitzontals es defineixen pels tipus de sediments de cada capa i es recolzen amb l'ús de tècniques de datació per radiocarboni.
L'escala de temps geològic a la Cova de Fteah s'ha erosionat i ha rebut sediments de grans etapes geològiques i climàtiques cap al final del Plistocé. Una, quan la línia de la costa era a sis metres per sobre del nivell actual de la mar, evidència de l'etapa final del període interglacial Riss-Würm. També hi ha sediments de quan el nivell de la mar era vint metres per sota del nivell de la mar actual. Això es relaciona amb l'últim període glacial.

## Història de la recerca
El 1948, Charles McBurney s'adonà que la Cova de Fteah tenia restes arqueològiques. McBurney i el seu equip excavaren el jaciment entre els 1950 i 1955. L'excavació posterior més recent n'és del 2007. Des dels treballs de McBurney, hi ha hagut molta erosió en la cova i també s'han dipositat pesades capes sedimentàries sobre el jaciment originari.
El 2007, començà un projecte anomenat Cyrenaica Prehistory Project, dirigit per Graeme Barker de Cambridge.
Des del 2007 fins al 2013, el Cyrenaica Prehistory Project ha completat set temporades de recerca.

### Excavacions
La recerca d'aquest jaciment començà el 1951. La primera rasa de sondeig es va fer a la banda occidental de la cova, i la rasa feia 10 m de longitud x 10 m d'amplada x 2 m de fondària.
El 1952 s'excavà una segona rasa de sondeig. Aquesta es feu horitzontalment sobre la primera, que tenia 7 m x 6 m x 5,5 m de profunditat. En aquesta excavació es feu una rasa de sondeig profund de 3,8 m X 1,6 m X 6,5 m de fondària. En total, la profunditat total d'excavació era de 14 m.
El 2007, hi comença un projecte anomenat Cyrenaica Prehistory Project. Aquest projecte el va dirigir Graeme Barker de la Universitat de Cambridge. L'objectiu n'era ampliar el coneixement i la comprensió de la seqüència d'ús de la cova i la història dels canvis ambientals, i com els humans s'adaptaren a aquests canvis.

## Història de l'assentament
Hi ha set fases culturals diferents determinades per McBurney per l'estratigrafia. Els romanents culturals trobats a la capa superior del jaciment contenien fogons amb depressions poc profundes que segurament s'usaren per a cuinar i dipositar escombraries.
- La primera i més antiga fase tenia els artefactes d'escates i fulles que daten de fa 80.000 a 65.000 anys.[1]

- En la segona fase es van trobar els sílexs de la indústria Levallois-mosterià que daten de 65000 a 40000 abans de la nostra era i les tècniques de datació actuals suggereixen que aquestes troballes estan estretament datades d'entre 73000 i 43000 ae. S'hi va descobrir una mandíbula pertanyent a un humà modern que data d'entre 73000 i 65000 ae. L'abundant evidència de la indústria de la fulla Levallois-mosterià que es troba en la segona etapa del canvi climàtic (l'etapa relacionada amb el darrer període glacial) mostra que no hi ha una tradició establerta en la fabricació de fulles entre aquestes persones durant aquest temps. En aquesta fase també es trobaren petits fogons, aliments i acumulacions d'ossos.[3][1]

El fragment de la mandíbula humana es trobà a l'agost del 1952. Els fragments recuperats eren la branca ascendent esquerra i una part del còndil mandibular amb el segon i el tercer molar junts. El queixal de l'enteniment havia emergit, però no va estar exposat molt de temps, i això indica que aquest espècimen estava en l'edat adulta jove, entre els divuit i els vint-i-cinc anys, en el moment de la mort. La meitat de l'os estava intacta i la porció lateral parcialment destruïda. A partir dels mesuraments tècnics d'aquest fragment, es va pensar que aquest espècimen estava estretament relacionat amb els neandertals, però recerques més recents han determinat que la mandíbula era d'un Homo sapiens.
- Fase tres, les capes de 18 a 9 peus de profunditat contenien fulles 'Dabban' datades entre 40000 i 15000 ae. Un Dabban és un tipus primerenc d'indústria de fulles. Es creu que aquest tipus de fulla és la més antiga del Paleolític superior i només es troba en la Cova de Fteah i en un altre lloc proper. Els orígens de les fulles de tipus Dabban encara és desconegut.[3][1][4]

- En la fase 4, les capes estan a una profunditat entre 8 a 7 peus, s'hi trobà un femer amb ossos i dents de mamífers, gran quantitat de petxines de llepasses, escopinyes i caragols terrestres. En aquesta fase també es van trobar eines microlítiques de l'edat de pedra tardana que es dataren de 14000 a 10000 ae.[3][1]
- En la fase cinc (7 a 6 peus de profunditat) es van trobar eines microlítiques mesolítiques que tenen entre 10000 i 7000 ae i es van trobar restes de ceràmica.[5]
- La fase sis (de 5 a 4 peus de profunditat) contenia fragments de ceràmica neolítica i ossos d'animals domesticats amb una antiguitat d'entre 7000 i 4700 anys. Es va trobar fragments de sílex, així com eines acabades, raspadors de ascles, puntes de sageta, un ganivet bifacial, varetes trièdriques laminades a pressió i caps de trepant. Els ous d'estruç decorats i petxines perforades també són comuns en aquesta fase. Es creu que la perforació d'aquestes petxines es deu a raons de consum i es van dur a terme amb petites eines.[5][6][7]
- La setena i més recent fase, de 4 a 0 peus de profunditat contenia estructures que daten de l'època romana, i indiquen que la cova s'utilitzà com a recer d'animals. S'hi identificaren fogons i alguns fragments de ceràmica d'origen autòcton i romà.[5][6]